# Американо-мальтийские отношения
Американо-мальтийские отношения — двусторонние дипломатические отношения между США и Мальтой.

## История
В 1964 году страны установили полноценные дипломатические отношения после провозглашения независимости Мальты. Эта страна имеет тесные отношения с Соединенными Штатами, является близким партнером по региональным вопросам связанным с Северной Африкой и Европой. В феврале 2011 года во время гражданской войны в Ливии, Мальта играла важную роль в процессе эвакуации резидентов Ливии в третьи страны, в том числе американцев; координировала распределение гуманитарной помощи народу Ливии; предоставляла прочую помощь странам, вовлеченным в исполнении резолюций Совета Безопасности ООН по ситуации в Ливии. С 2007 года в рамках программы по переселению беженцев — более 1600 человек, которые первоначально прибыли на Мальту, были переселены в Соединенные Штаты.

## Торговля
Соединенные Штаты поддерживают инициативу Мальты по привлечению частных инвестиций. Ряд американских компаний работает в этой стране: отели, представители легкой промышленности и ремонтного оборудования, фармацевтические и медицинские организации. В 2008 году страны подписали соглашение об избежании двойного налогообложения в целях повышения товарооборота. В 2011 году Мальта присоединилась к программе безвизового въезда в США, что позволяет гражданам стран-участниц прибыть в США в туристических целях на 90 дней или меньше без получения визы.